# Gurania sessiliflora
Gurania sessiliflora är en gurkväxtart som beskrevs av R.J. Hampshire. Gurania sessiliflora ingår i släktet Gurania och familjen gurkväxter. Inga underarter finns listade i Catalogue of Life.